# Diedesheim
Diedesheim ist ein Stadtteil von Mosbach in Baden-Württemberg.

## Geographie

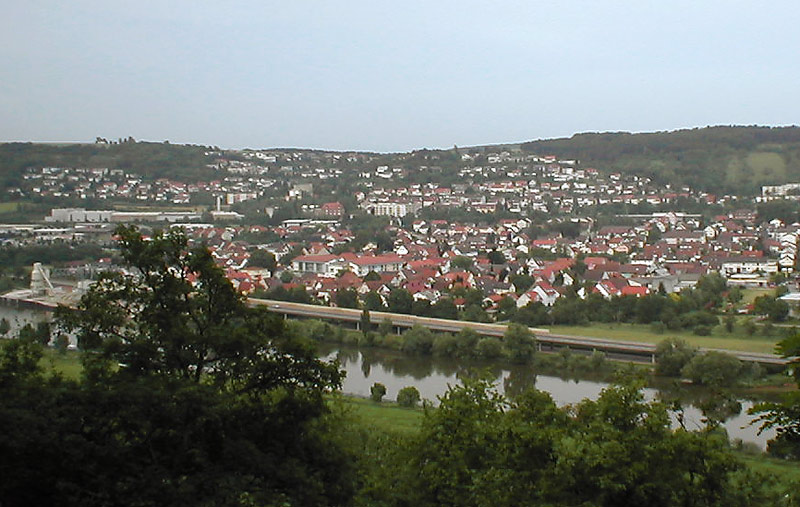
Panorama über Diedesheim

### Geographische Lage
Diedesheim liegt 42 km östlich von Heidelberg und 31 km nördlich von Heilbronn. Am Westrand Diedesheims verläuft der Neckar, der Obrigheim von Diedesheim trennt. Im Süden schließt sich Neckarelz übergangslos an Diedesheim an.

### Klima

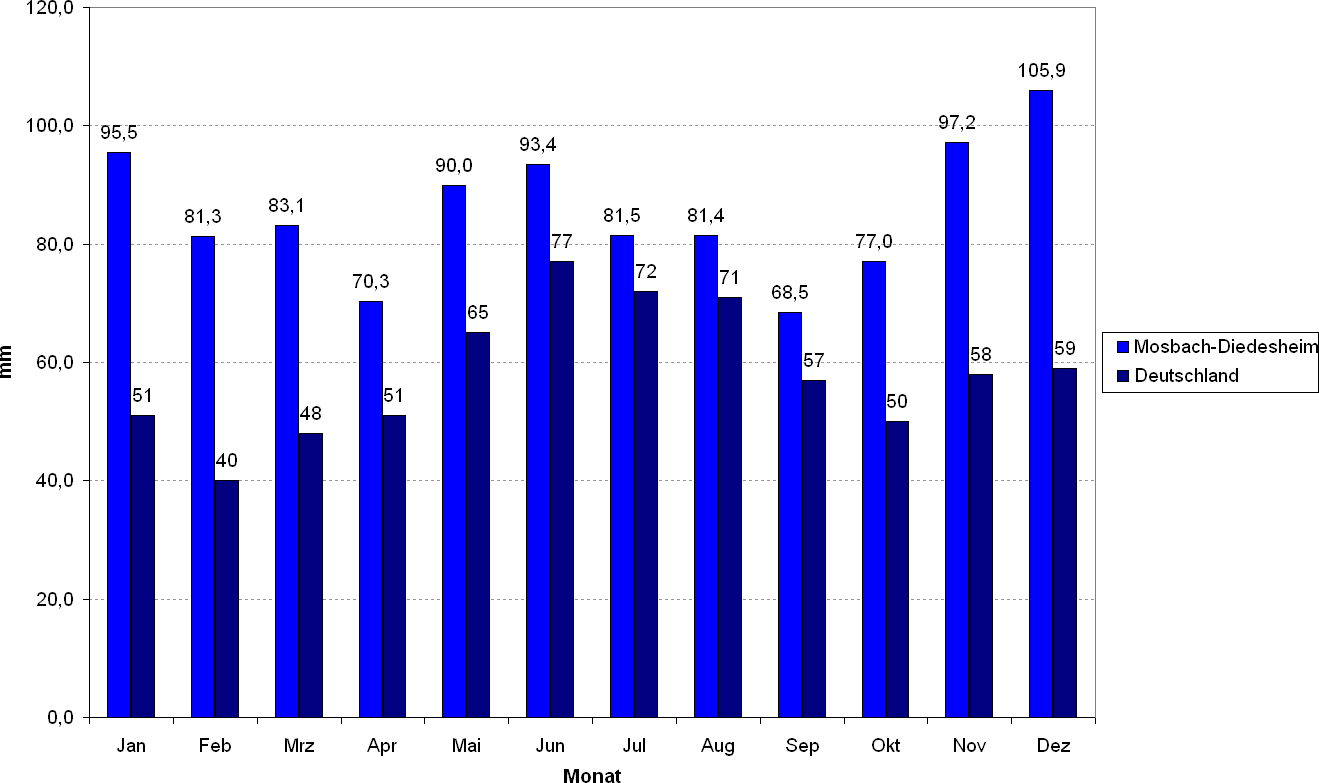
Niederschlag in Diedesheim

In Diedesheim gibt es gegenüber dem Bundesdurchschnitt vor allem in den Monaten November bis März mehr Niederschlag. Dies wirkt sich auch auf die Pegelstände des Neckars aus. So tritt dieser fast jedes Jahr im Winter oder Frühling über die Ufer.

### Hochwasser
Immer wieder wurde Diedesheim Opfer von Hochwasserereignissen. Der höchste je gemessene Pegelstand des Neckar war 8,95 m am 21. Dezember 1993 (Mittelwert 1994–2003: 2,36 m). Jedoch ist dieser Pegelstand nur der höchste seit Beginn der Messungen. Wie man Hochwassermarken entnehmen kann, müssen die Pegelstände des 28. Dezember 1882 und 30. Oktober 1884 wesentlich höher gewesen sein.
Die 3 höchsten gemessenen Pegelstände waren:
- 8,95 m am 21. Dezember 1993
- 8,38 m am 14. April 1994
- 8,31 m am 24. Mai 1978

## Geschichte

### Mittelalter
Das Gründungsdatum von Diedesheim ist nicht genau festzulegen. Die Endung des Ortsnamens auf -heim weist auf die Besiedelung der Franken also zwischen 600 und 800 hin. Die erste urkundliche Erwähnung hatte Diedesheim 1306 als Duthensheim. 

### Neuzeit
Der Ort am Neckar blieb über Jahrhunderte klein und bedeutungslos und wuchs erst nach der Ansiedlung von Industriebetrieben bzw. nach dem Zweiten Weltkrieg zu seiner heutigen Größe. Ihn verbindet nun eine Straßenbrücke mit Obrigheim. Der historische Ortskern, an dem sich das 1773 errichtete und 1970 abgerissene Rathaus des Ortes befand, ist heute nur noch anhand einer Informationstafel zu erkennen. Den heutigen Ortskern mit Stadtbrunnen bildet das ehemalige Fabrikgelände des Nahrungsmittelherstellers Hengstenberg.
1947 entstand die Maschinenfabrik Diedesheim. Sie ist inzwischen in der Spezialmaschinen fertigenden Firma Hüller Hille aufgegangen.
1973 fand in Diedesheim eine 1200-Jahr-Feier statt, für die von einem Gründungsdatum 773 ausgegangen wurde.

## Wappen
Das Diedesheimer Wappen zeigt einen Rebstock mit roten Trauben auf einem Dreiberg. Die waren auch schon auf dem Siegel aus dem Jahr 1816, wo ein Rebstock und ein Fischer auf einem Floß zu sehen ist. Das Wappen 1913 ist mit dem heutigen fast identisch.

Diedesheimer Gerichtssiegel 1816
Wappen 1913

## Kultur und Sehenswürdigkeiten

### Bauwerke und Baudenkmale
In Diedesheim und auf dem Schreckhof stehen einige alte Fachwerkhäuser, beispielsweise das der Firma Goob und des Gasthauses „Krone“. Ein weiteres altes Gebäude ist das der Grundschule Diedesheim aus dem Jahr 1901.

Gasthaus Krone

### Sport

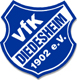
Logo des VfK Diedesheim

Der größte Sportverein, der VfK Diedesheim wurde 1902 gegründet und bietet Fußball, Turnen, Theater, Schwerathletik und Volleyball an.
Die Jugend des VfK Diedesheim bildet im Jugendfußballbereich der Jungs eine Spielgemeinschaft mit der SpVgg Neckarelz.

## Wirtschaft und Infrastruktur

### Traditionelle Gewerbe und Landwirtschaft
In den frühen Jahren war der Hauptwirtschaftszweig die Neckarfischerei und der Weinanbau. 1768 wurden 37.000 l Wein in der herrschaftlichen Kelterei gepresst. Nach einer Erkrankung der Reben in den 1870er Jahren wurde der Weinbau fallen gelassen. Jedoch gibt es bis heute auf den Hängen unter dem Schreckhof noch einige Weinberge, welche zum größten Teil in Privatbesitz sind.

### Ansässige Unternehmen
Die Industrialisierung begann in Diedesheim um 1898 mit der Ansiedlung einer großen Portland-Cement-Fabrik. Auf diesem Gelände steht heute die Maschinenfabrik der Hüller Hille GmbH.
1866 wurde die Brauerei Georg Peter Eckert und die Hirschbrauerei Ludwig Lang gegründet, auf dessen Gelände später die Gurkenfabrik Hengstenberg stand. Nachdem sich Hengstenberg aus Diedesheim zurückgezogen hatte, wurde die Fabrik abgerissen.

### Bildung
Die 1901 erbaute Grundschule Diedesheim hatte im Jahr 1914 203 Schüler, die von zwei Lehrern unterrichtet wurden. Heute gehen die meisten Schüler nach der Grundschule entweder auf das Auguste-Pattberg-Gymnasium, die Realschule Obrigheim oder die Gemeinschaftsschule Obrigheim.

### Kindertagesstätten
In Diedesheim gibt es zwei Kindergärten.

## Vereine
Im Ort besteht die Theatergruppe des VfK Diedesheim.